# آب غرم (بالا لاريجان)
آب غرم (بالفارسية: آب گرم) هي قرية تقع في إيران في Bala Larijan Rural District. يقدر عدد سكانها بـ 262 نسمة بحسب إحصاء 2016.